# 澳門巴士MT3路線
澳門巴士MT3路線是由澳巴經營，往返望廈和望德聖母灣的巴士路線。

## 簡介及歷史
- 2007年3月1日，因應來往氹仔與北區的乘客增加，本線開設，試驗期為三個月，由新福利及澳巴聯營，服務時間為07:00-09:00、16:30-19:00，班距為10分鐘，星期日及公眾假期停駛。[1]
  - 走線如下：

| 序號 | 站名               |
| ---- | ------------------ |
| 1    | 勞動節大馬路       |
| 2    | 東北大馬路／保利達 |
| 3    | 海灣花園           |
| 4    | 奧林匹克大馬路     |
| 5    | 澳門運動場         |
| 6    | 華寶花園           |
| 7    | 花城公園           |
| 8    | 氹仔花城           |
| 9    | 高勵雅馬路         |
| 10   | 勞動節大馬路       |

- 2007年6月1日，調整本線服務時間為07:00-09:30、16:00-20:00，總站由「勞動節大馬路」站調整至「高利亞海軍上將／黑沙環海邊」站，新增停靠「馬場東大馬路／黑沙環衛生中心」站，且續辦三個月。[2]

- 2007年9月1日，調整本線服務時間為07:00-09:00、16:30-19:30，走線由澳門運動場延伸至運動場道、望德聖母灣大馬路及路氹連貫公路圓形地，並續辦三個月。[3]

- 2009年1月20日，配合道路開闢，取消停靠「路氹連貫公路／科技大學」站，新增停靠臨時站（即現時「望德聖母灣馬路／連貫公路」站）。[4]

- 2011年8月1日，本線改由澳巴營運，新增停靠「運動場圓形地」、「君悅灣」站。

- 2012年11月4日，「高利亞海軍上將／黑沙環海邊」站改名為「高利亞海軍上將／政府綜合服務大樓」。[5]

- 2012年12月18日，新增停靠「湖畔公園」、「湖畔大廈」站。[6]

- 2014年3月15日，「氹仔花城」站更名為「雍景灣」。[7]

- 2015年10月6日，調整本線服務時間為06:50-20:30，尖峰時段班距6-8分鐘，離峰時段班距12分鐘。[8]

- 2016年6月25日，因配合輕軌高架橋吊裝工作，取消停靠「奧林匹克大馬路」、「澳門運動場」、「運動場圓形地」、「奧林匹克游泳館」、「望德聖母灣馬路／軍營」、「望德聖母灣馬路／紅樹林」站，改停靠「氹仔茵景園」站。[9]

- 2016年10月9日，配合氹仔運動場圓形地及周邊道路恢復，恢復停靠「奧林匹克大馬路」、「澳門運動場」、「運動場圓形地臨時站」、「奧林匹克游泳館」、「望德聖母灣馬路／軍營」、「望德聖母灣馬路／紅樹林」站，取消停靠「氹仔茵景園」站。[10]

- 2018年7月15日，取消停靠「奧林匹克游泳館圓形地」站。

- 2018年7月21日，恢復停靠「運動場／賽馬會」站，「望德聖母灣馬路／銀河」站改名為「排角／銀河」。「君悅灣」站改名為「海上居」站。[11]

- 2019年5月18日，配合建設發展辦公室重整，取消“奧林匹克游泳館”站。

- 2019年7月27日起，“運動場圓形地”站改名為“運動場／體育中心”。

- 2021年10月16日起，總站由「高利亞海軍上將／政府綜合服務大樓」站遷往「望廈總站」，新增停靠「黑沙環海邊馬路」站。[12] [13]

- 2021年11月27日起，本線改停靠「排角／銀河」站增設的分流站。[14]

- 2022年7月11日至17日，因實施「全澳相對靜止管理」措施，本線暫停營運。[15]

- 2022年7月18日至22日，因宣佈延長“相對靜止管理”措施，本線維持上述措施。[16]

- 2022年7月23日起，因“相對靜止管理”結束，本線恢復營運。[17]

## 本線特色
- 本線是唯一一條從黑沙環出發，途經澳門運動場、威尼斯人等的路線。

## 使用車輛

### 新福利及澳巴聯營時期
澳巴
- 日產柴油CB12
- 平治OH1318
- 五洲龍FDG6920BG

新福利
- 三菱 Fuso
- 蘇州金龍 KLQ6126G

### 澳巴時期
2011年8月1日起：
- 五洲龍FDG6121GC3

2012年2月2日起：
- 五洲龍FDG6121GC3
- 五洲龍FDG6101CNG

2012年3月19日起：
- 五洲龍FDG6101CNG

2015年2月8日起：
- 五洲龍FDG6101CNG
- 宇通ZK6128HNGE

2018年8月23日起：
- 宇通ZK6125HNG
- 宇通ZK6128HNGE

2024年2月28日起：
- 宇通ZK6128HGE

2024年3月11日起：
- 宇通ZK6128HGE
- 蘇州金龍KLQ6116GHEV

2024年4月1日起：
- 蘇州金龍KLQ6116GHEV

## 電牌
| 往澳門方向       | 往澳門方向              | 往澳門方向 |
| 日期             | 頭牌                    | 圖例       |
| ---------------- | ----------------------- | ---------- |
| 2021年10月16日前 | 高利亞海軍上將馬路      |            |
| 2021年10月16日起 | 望廈                    |            |
| 往氹仔方向       |                         |            |
| 日期             | 頭牌                    | 圖例       |
| 開線至今         | 望德聖母灣              |            |
| 2022年6月20日起  | 輕軌排角站 （轉頁顯示） |            |

## 路線資料

### 收費
| 收費類別     | 收費類別                      | 收費類別             | 費用 |
| ------------ | ----------------------------- | -------------------- | ---- |
| 現金         | 現金                          | 現金                 | $6.0 |
| 境外支付工具 | 支付寶（內地及香港）          | 支付寶（內地及香港） | $6.0 |
| 境外支付工具 | 雲閃付 非綁定澳門銀聯卡       |                      | $6.0 |
| 境外支付工具 | 微信支付（內地及香港）        |                      | $6.0 |
| 境外支付工具 | 交通聯合 非澳門發行的全國通卡 |                      | $6.0 |
| 境內支付工具 | 澳門通                        | 全民卡               | $3.0 |
| 境內支付工具 | 澳門通                        | 學生卡               | $1.5 |
| 境內支付工具 | 澳門通                        | 長者卡               | 免費 |
| 境內支付工具 | 澳門通                        | 殘疾卡               | 免費 |
| 境內支付工具 | 聚易用＋                      | 聚易用＋             | $3.0 |

### 服務時間及班距
| 服務時間                    | 服務時間 | 星期一至六  | 星期日 （含公眾假期） |
| --------------------------- | -------- | ----------- | --------------------- |
| 望廈總站                    | 望廈總站 | 06:50-20:30 | 06:50-20:30           |
| 班距                        | 尖峰     | 6-10分鐘    | 15-20分鐘             |
| 班距                        | 離峰     | 15-20分鐘   | 15-20分鐘             |
| 懸掛8號風球後即時開出尾班車 |          |             |                       |

### 路線停站
| MT3  | 望廈 ↺ 望德聖母灣 | 望廈 ↺ 望德聖母灣                | 望廈 ↺ 望德聖母灣 |
| 序號 | 循環線            | 循環線                           | 循環線            |
| 序號 | 站號              | 站名                             | 輕軌站            |
| 1    | M32/2             | 望廈總站                         |                   |
| 2    | M238              | 黑沙環海邊馬路                   |                   |
| 3    | M234              | 東北大馬路／海濱                 |                   |
| 4    | M235              | 東北大馬路／保利達               |                   |
| 5    | T342              | 高勵雅馬路                       |                   |
| 6    | T409              | 湖畔公園                         |                   |
| 7    | T368              | 奧林匹克大馬路                   |                   |
| 8    | T324/1            | 澳門運動場                       |                   |
| 9    | T347              | 運動場／體育中心                 | 運動場站          |
| 10   | T364/1            | 望德聖母灣馬路／軍營             | 排角站            |
| 11   | T366              | 望德聖母灣馬路／紅樹林           |                   |
| 12   | T367              | 望德聖母灣馬路／連貫公路         |                   |
| 13   | T365/1            | 排角／銀河                       | 排角站            |
| 14   | T361              | 運動場／賽馬會                   | 運動場站          |
| 15   | T325/3            | 華寶花園                         |                   |
| 16   | T339/4            | 花城公園                         |                   |
| 17   | T408/6            | 湖畔大廈                         |                   |
| 18   | T343              | 海灣花園／海城閣                 |                   |
| 19   | M247              | 海上居                           |                   |
| 20   | M231              | 馬場東大馬路／黑沙環衛生中心     |                   |
| 21   | M230              | 高利亞海軍上將／政府綜合服務大樓 |                   |
| 22   | M32/2             | 望廈總站                         |                   |

## 批評
- 2008年12月起，澳巴車齡達20年的數部巴士先後行駛於本路線，此批車因在2006年澳巴旗下巴士在9天內接連發生多次重大交通事故，當時被政府要求停駛。事後澳巴被指違反諾言，重新起用安全水平成疑的舊巴士。[18]

## 交通意外
- 2023年1月19日12:21，一輛行駛MT3路線的巴士（編號：6047）於友誼橋大馬路往東方明珠方向近海上居第五座路段碰撞一女途人。傷者緊急送院後不治。[19]

## 圖片集

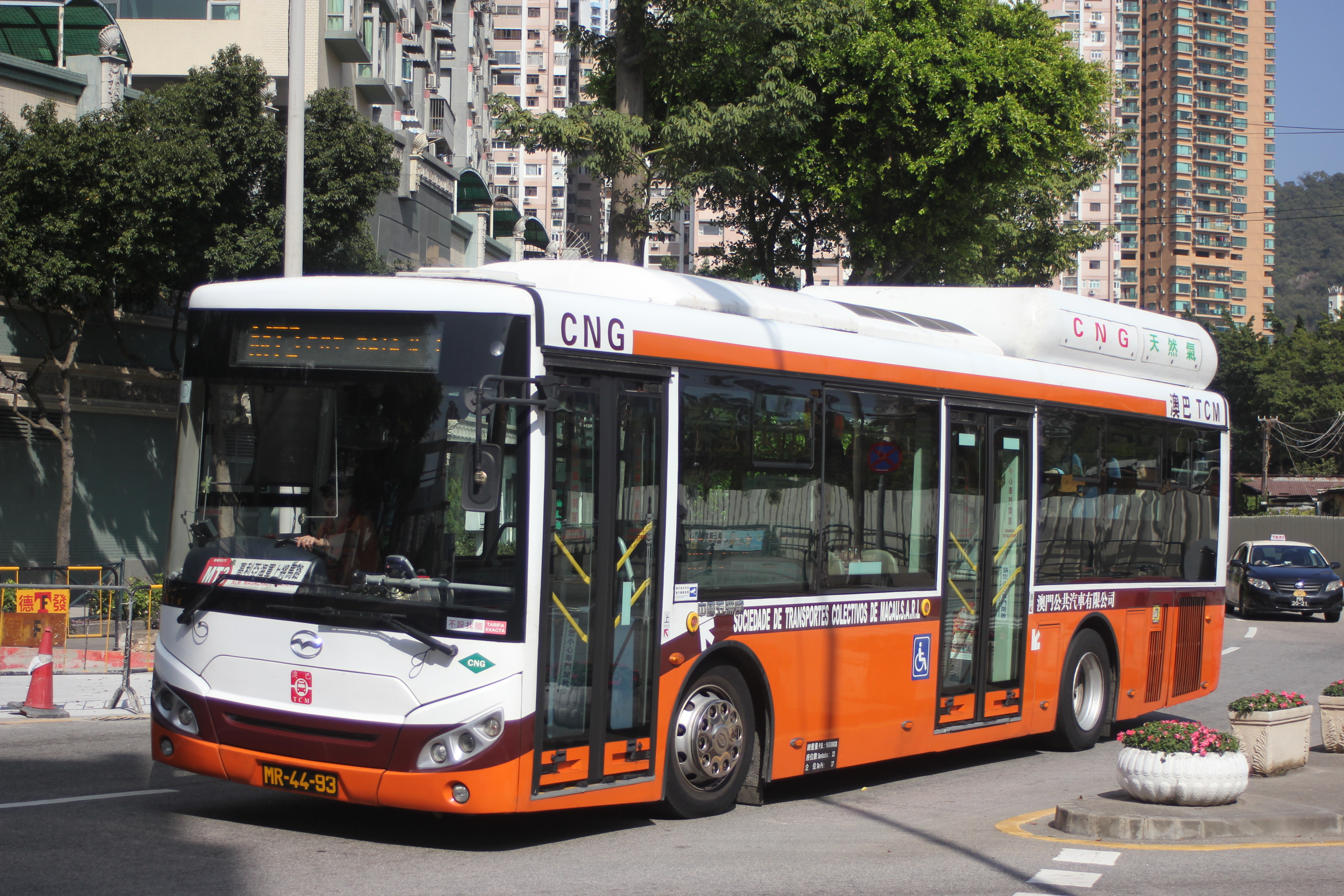
五洲龍FDG6101CNG
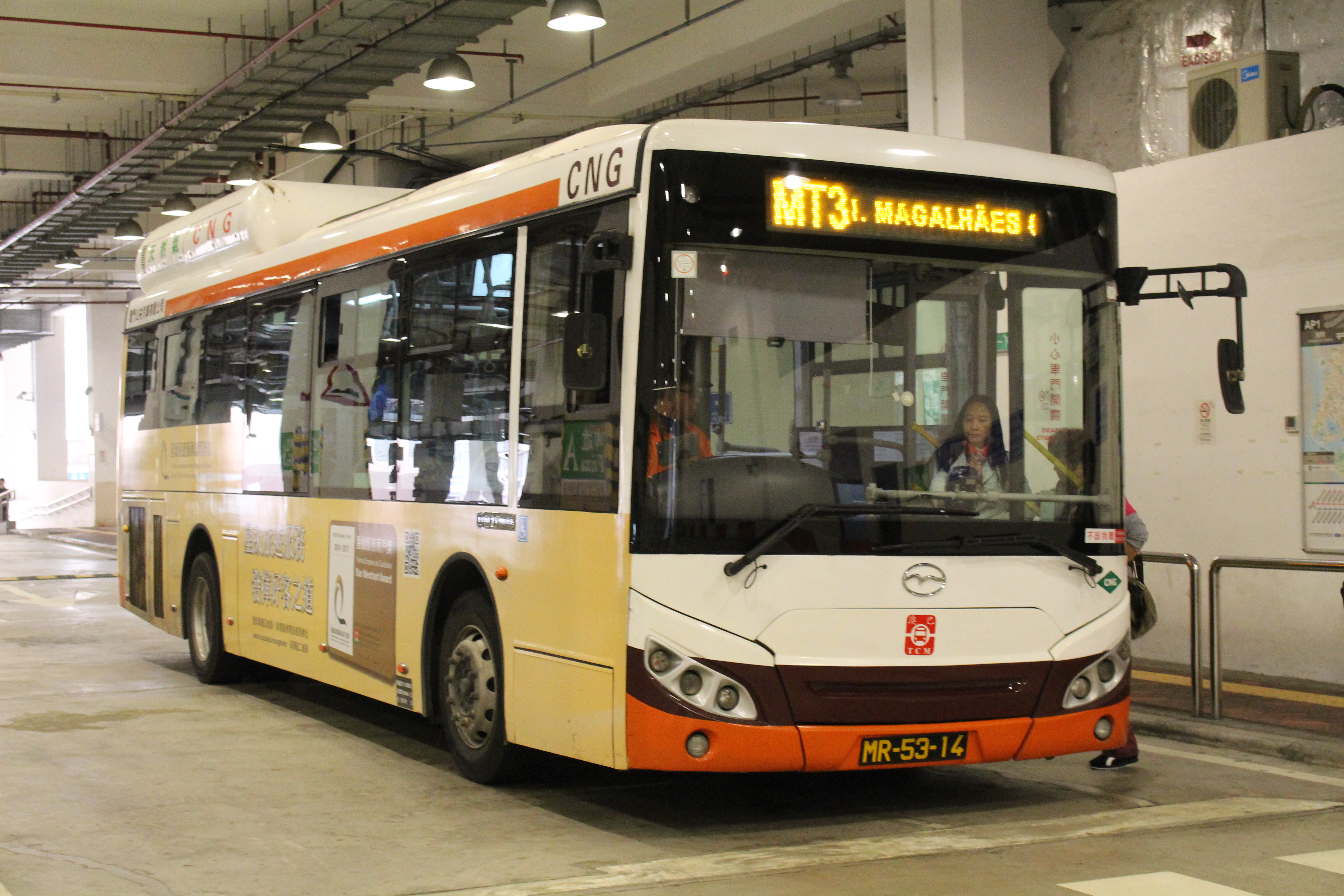
五洲龍FDG6101CNG
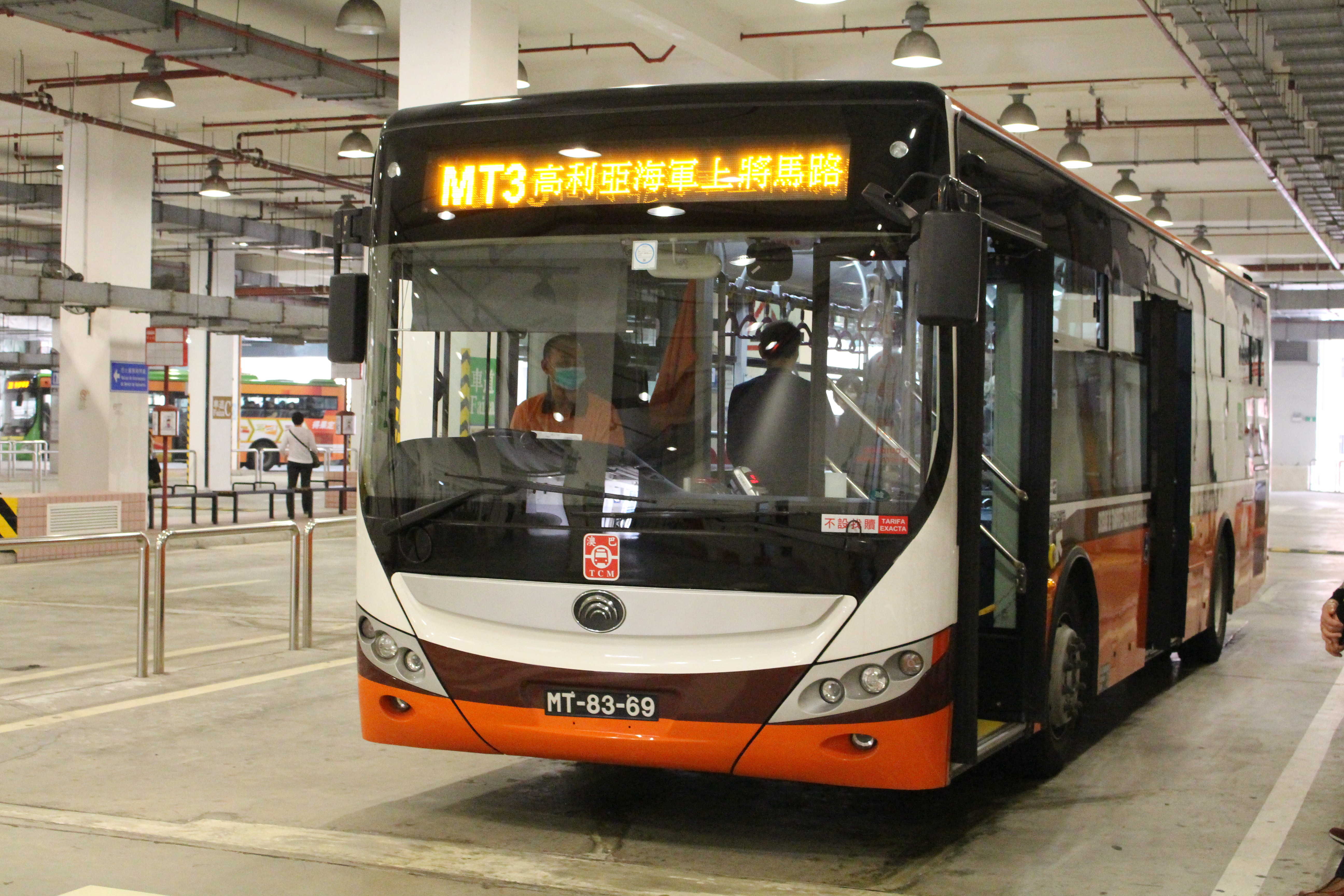
宇通ZK6118HGE
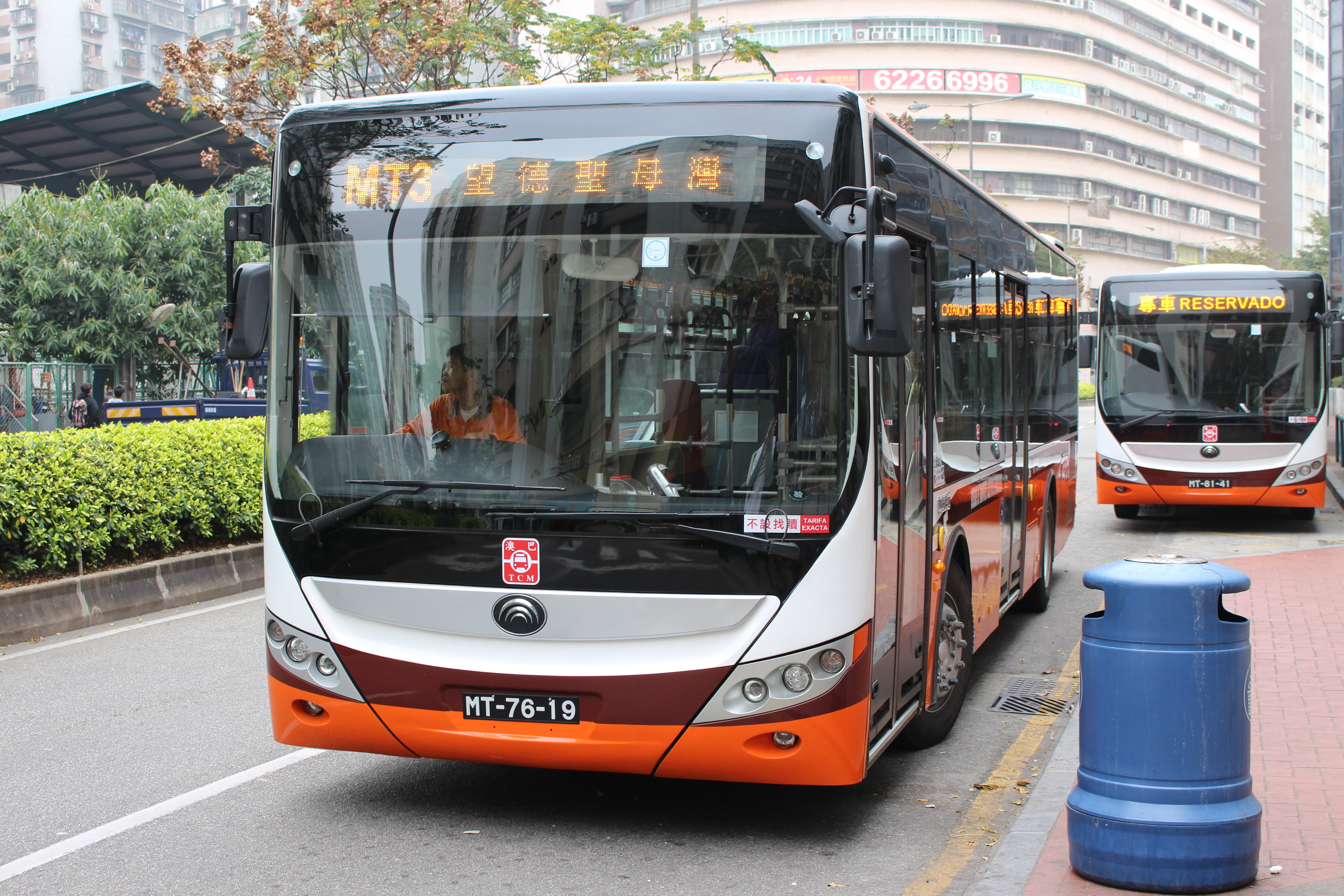
宇通ZK6118HGE
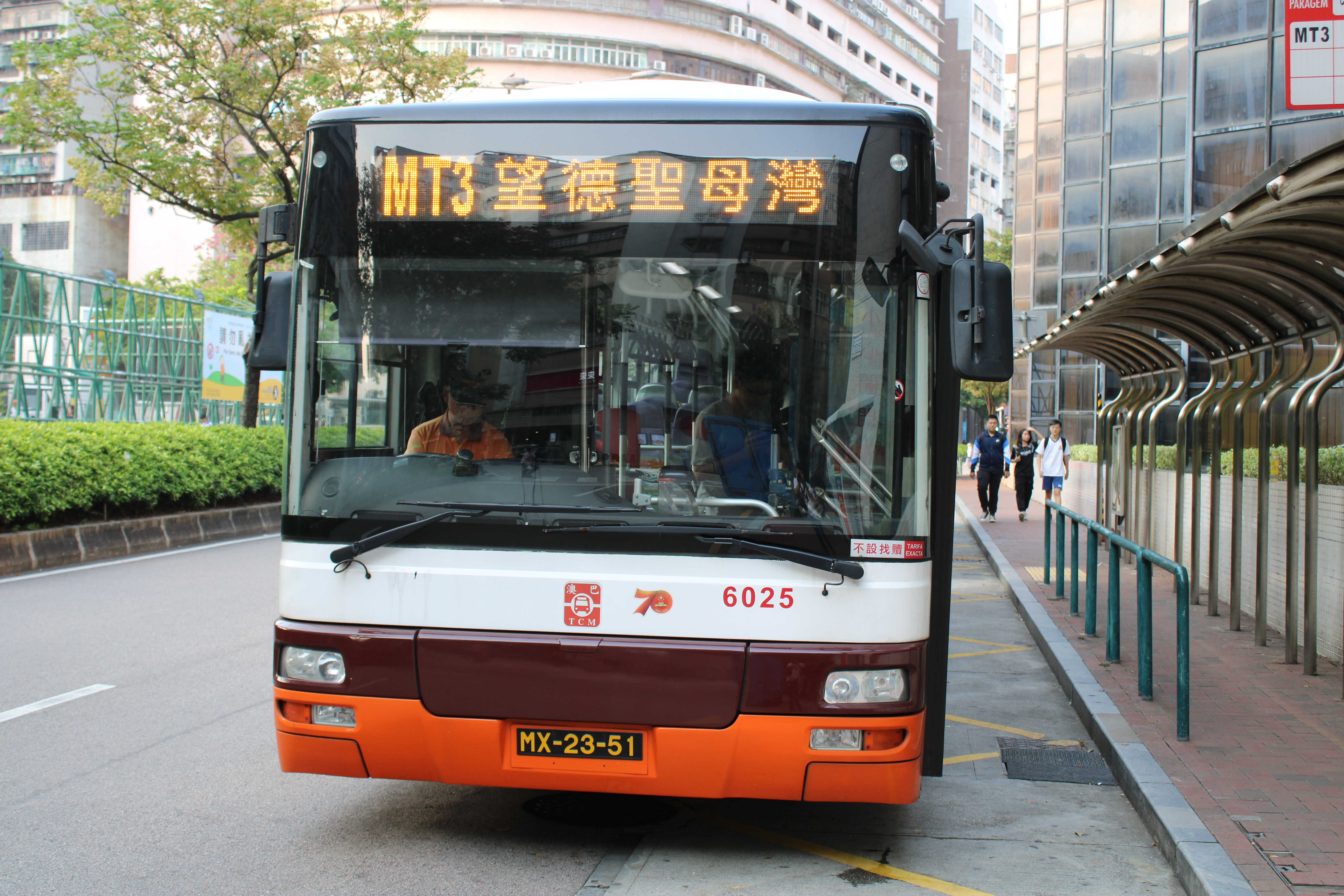
宇通ZK6125HNG
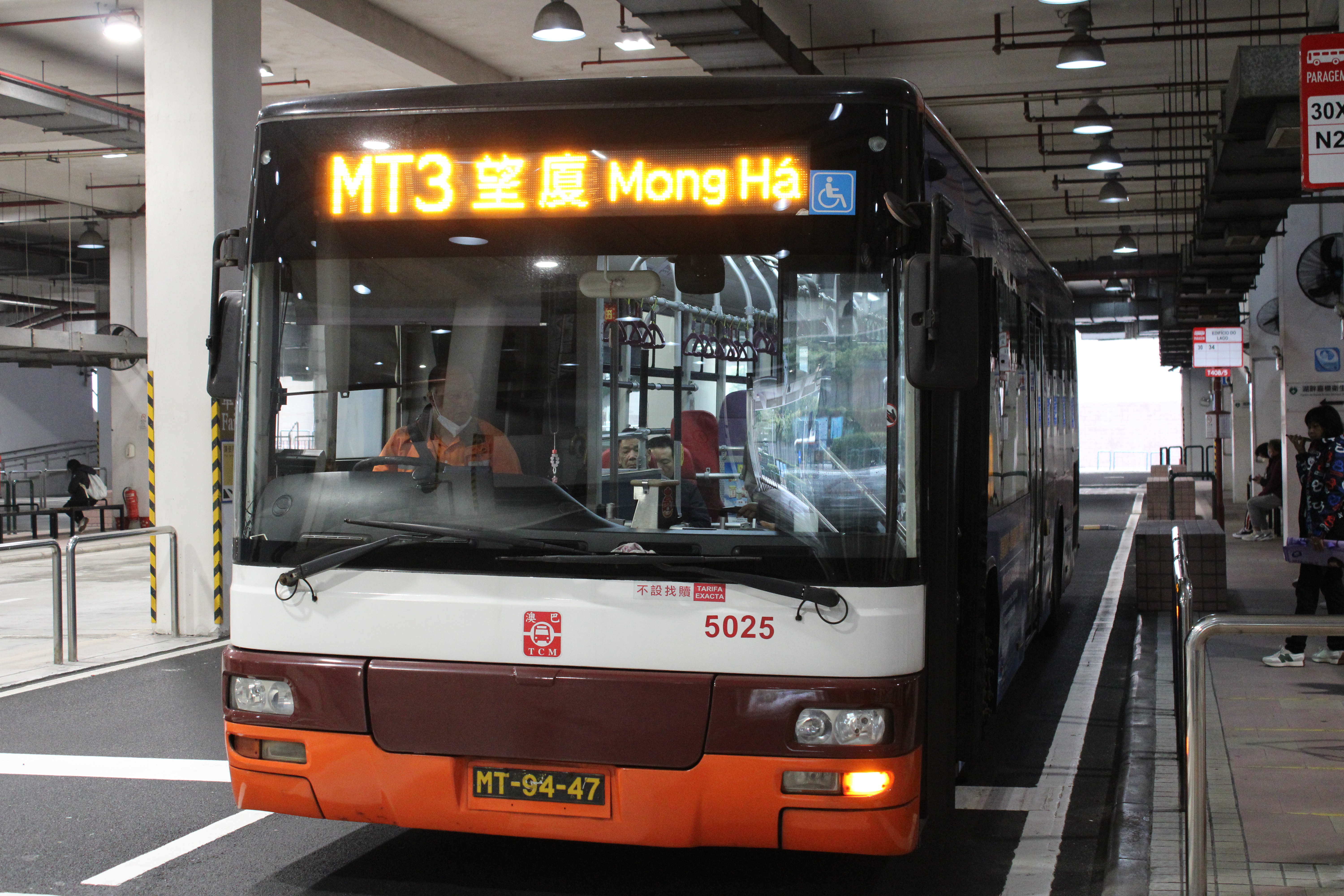
宇通ZK6128HGE
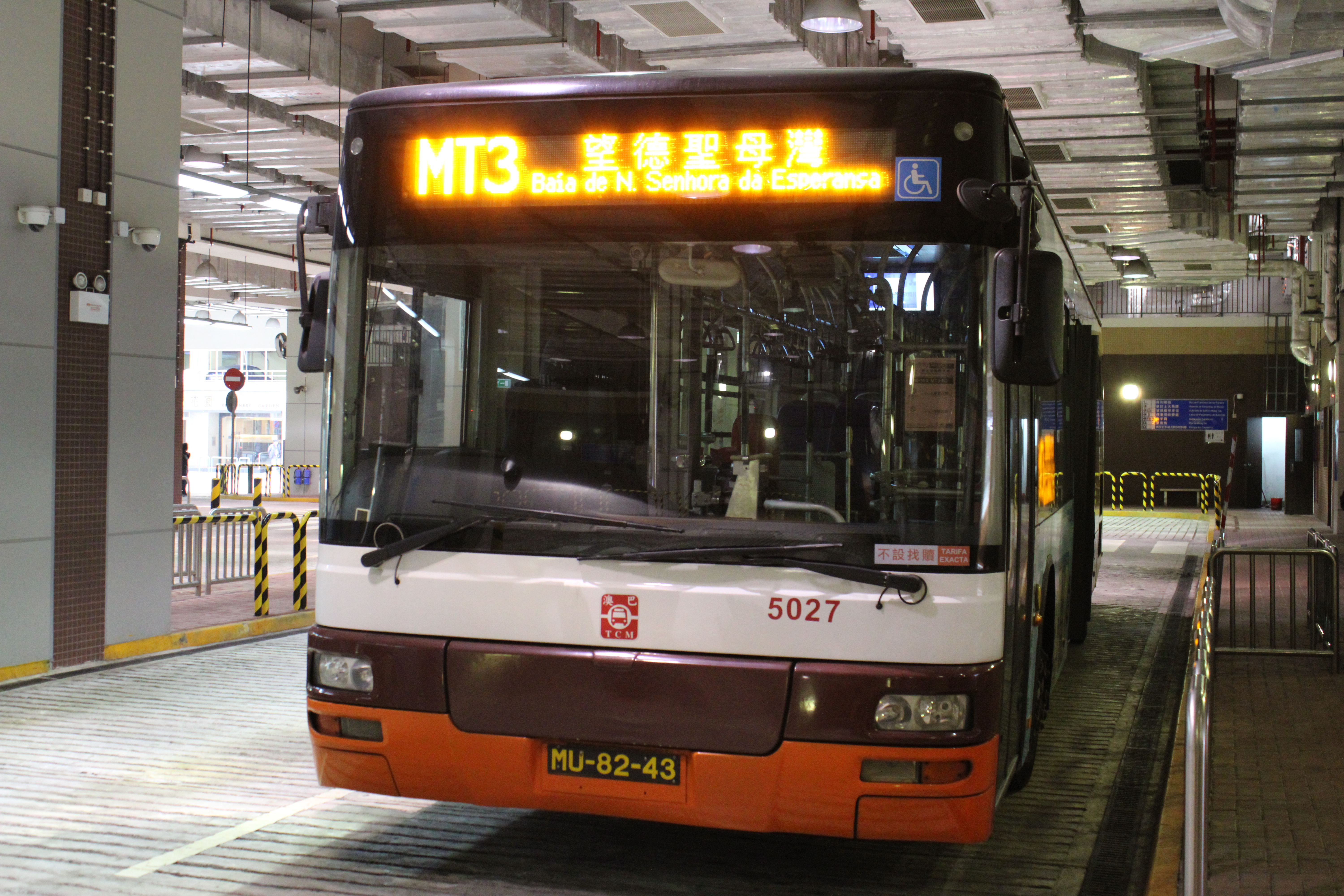
宇通ZK6128HGE
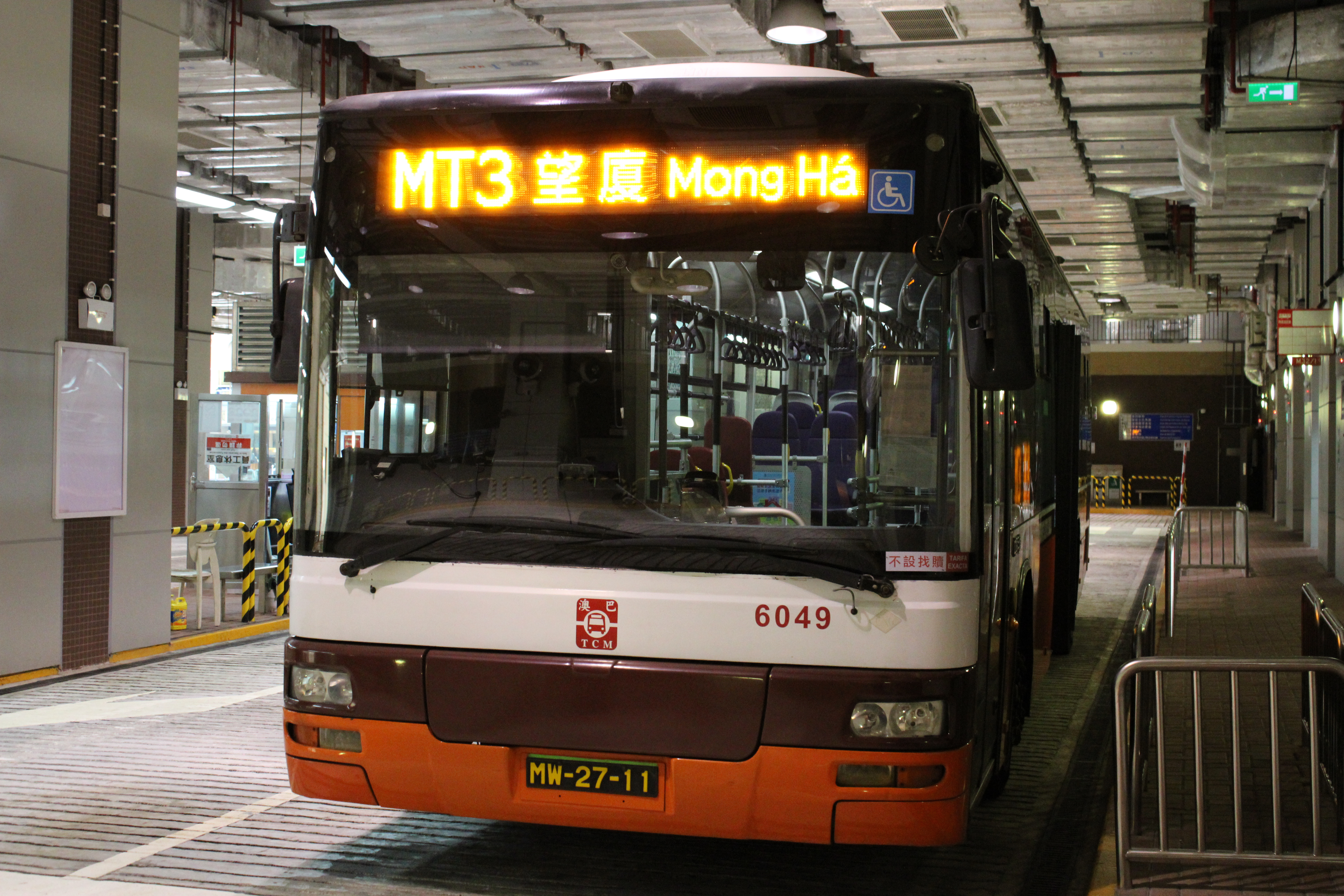
宇通ZK6128HNGE
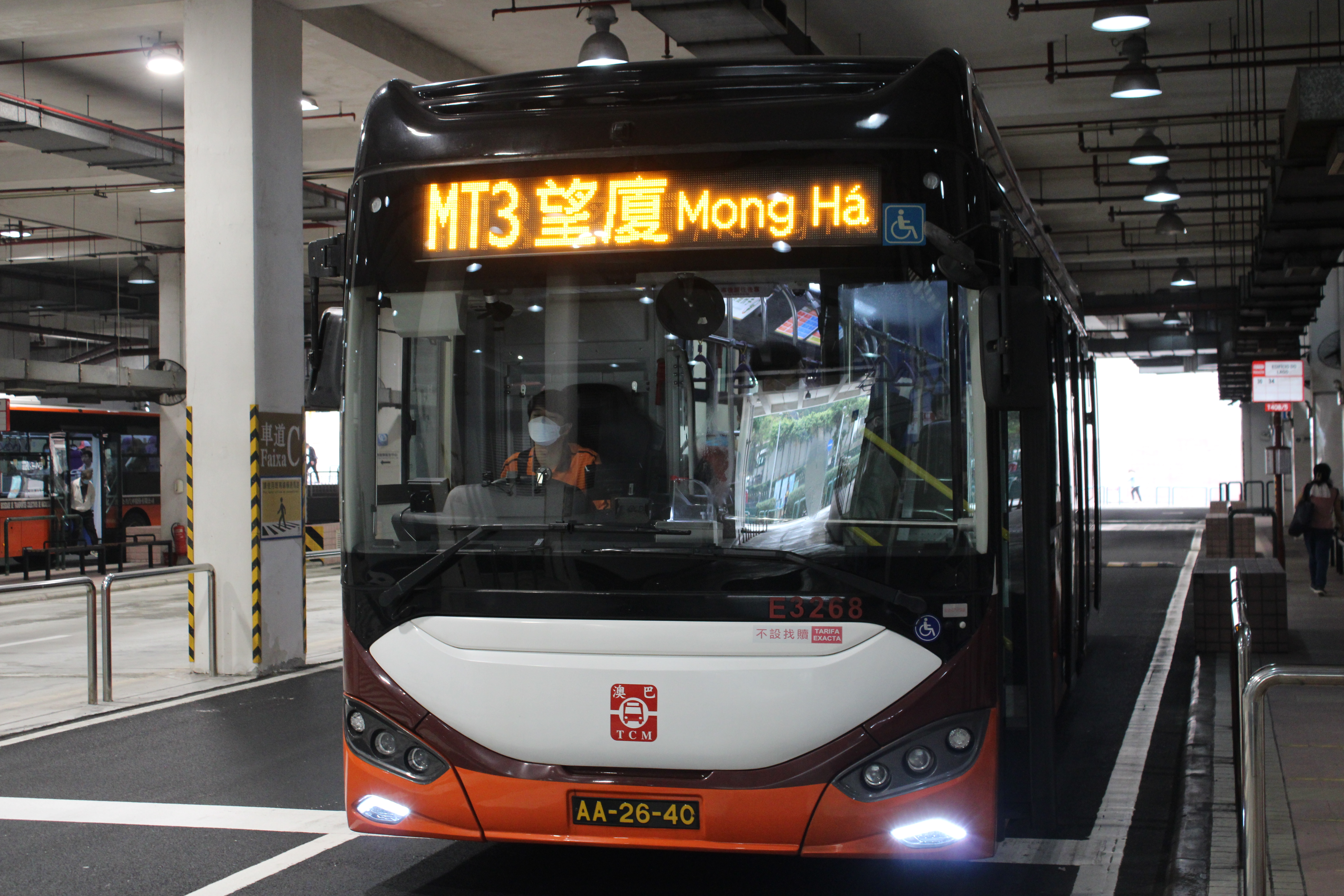
蘇州金龍KLQ6116GHEV
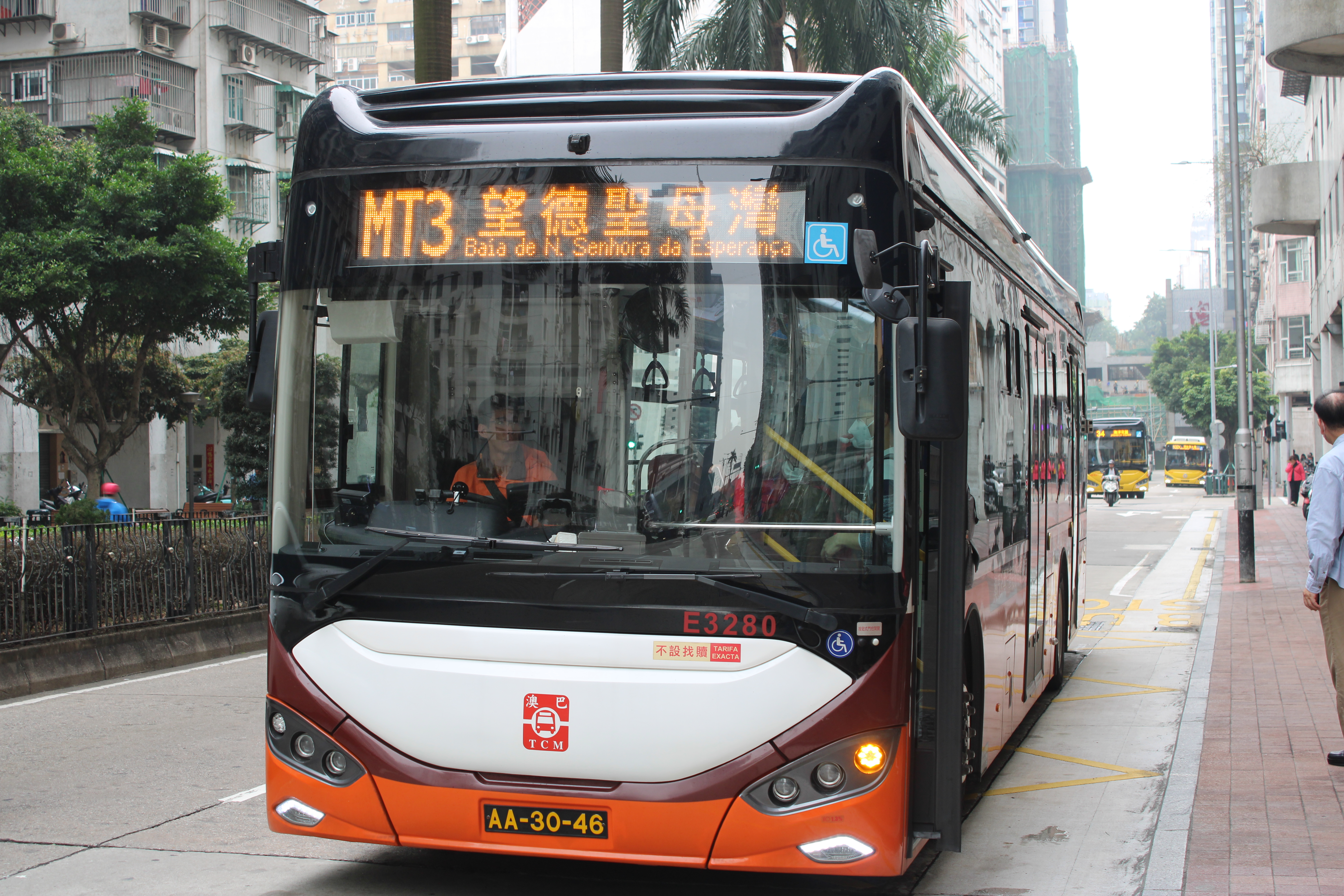
蘇州金龍KLQ6116GHEV
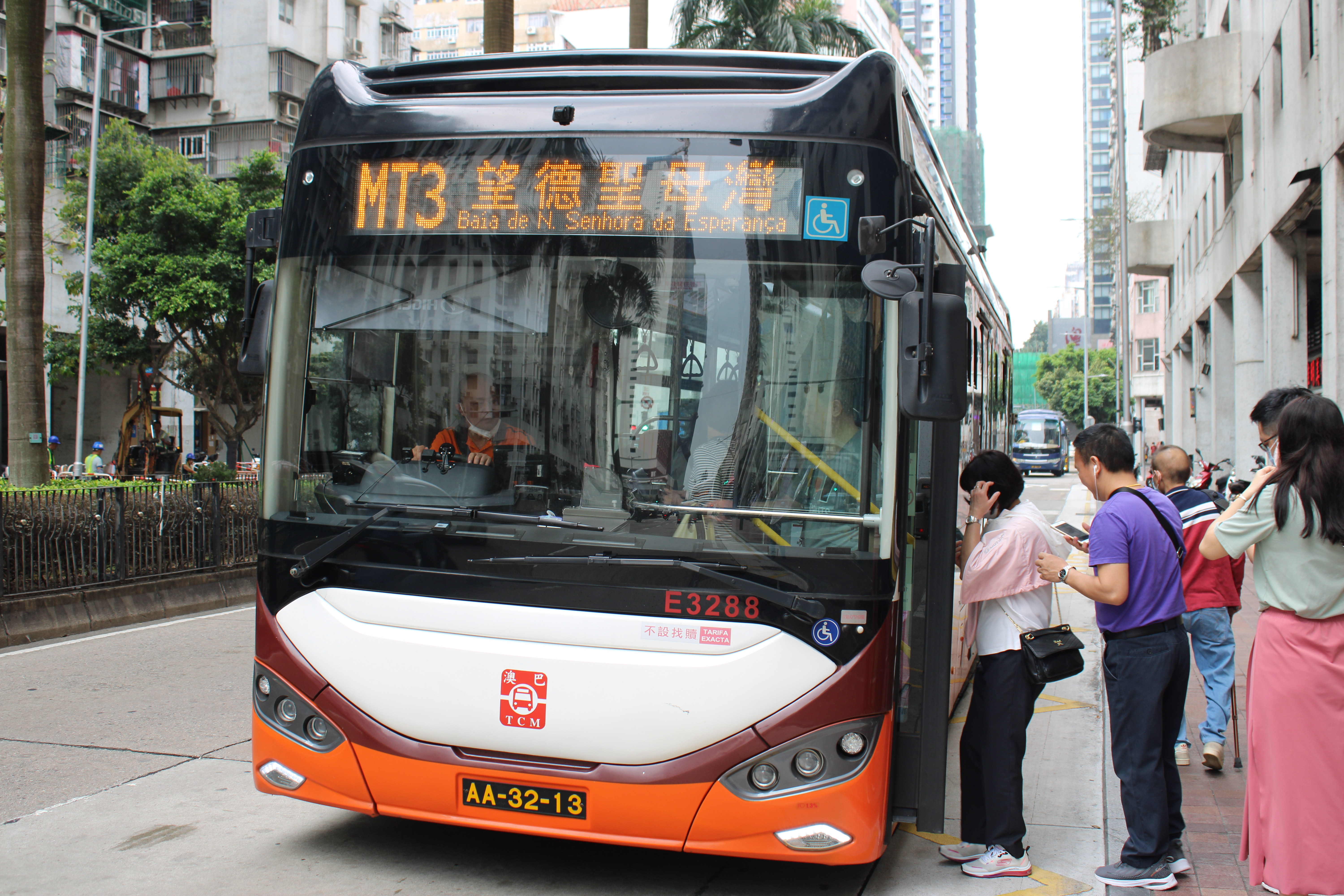
蘇州金龍KLQ6116GHEV

## 外部連結
- 澳門公共汽車有限公司（官方網站）（页面存档备份，存于）